# Concord International Centre
Le Concord International Centre, aussi appelé Sun Valley Tianhe Tower est un gratte-ciel de 290 mètres construit en 2017 à Chongqing en Chine. Il possède 64 étages et abrite des bureaux et un hôtel.